# Proterorhinus
Proterorhinus, sono un genere di pesce di mare e di acque salmastre, appartenente alla famiglia dei Gobiidae.

## Tassonomia
Secondo World Register of Marine Species, due sono le specie incluse in questo genere:
- Proterorhinus marmoratus Pallas, 1814
- Proterorhinus tataricus Freyhof & Naseka, 2008

Vi sono però classificate altre tre specie:
- Proterorhinus nasalis Filippi, 1863
- Proterorhinus semilunaris Heckel, 1837 )
- Proterorhinus semipellucidus Kessler, 1863